# Pointe Denis
La Pointe Denis, es un cabo situado en una península que se encuentra frente al estuario de Libreville, en Gabón. Es uno de los sitios turísticos más atractivos del país en donde hay delfines, hipopótamos, monos…. El bello paisaje es un elemento notable que favorece el desarrollo del turismo, conocido por los gaboneses por sus excelentes playas, la limpieza de sus aguas y la blancura de la arena. 

## Historia
La Pointe Denis tiene como origen el nombre de uno de los grandes reyes de la provincia del Estuario, el rey Denis Rapontchombo. El Rey Denis Rapontchombo nació alrededor del año 1780 en la parte sur de la hoy llamada "La Pointe Denis".
Fue un rey muy francófilo que desempeñó un gran papel en las negociaciones que permitieron el establecimiento de los franceses en Gabón, y como consecuencia de ello, la gran influencia francesa en la vida y cultura gabonesa.

## Cultura
Pointe Denis es una maravilla exótica. Esta región rebosa de fauna y flora, es un lugar con muy poca población. Por lo general, esta área vive del turismo. Los librevileños van a pasar fin de semana en el lugar, como una forma de distraerse.

## Turismo
Pointe Denis es un destino muy apreciado por los turistas, por ser el primer lugar más próximo a Libreville desde donde se puede penetrar en el bosque ecuatorial. 

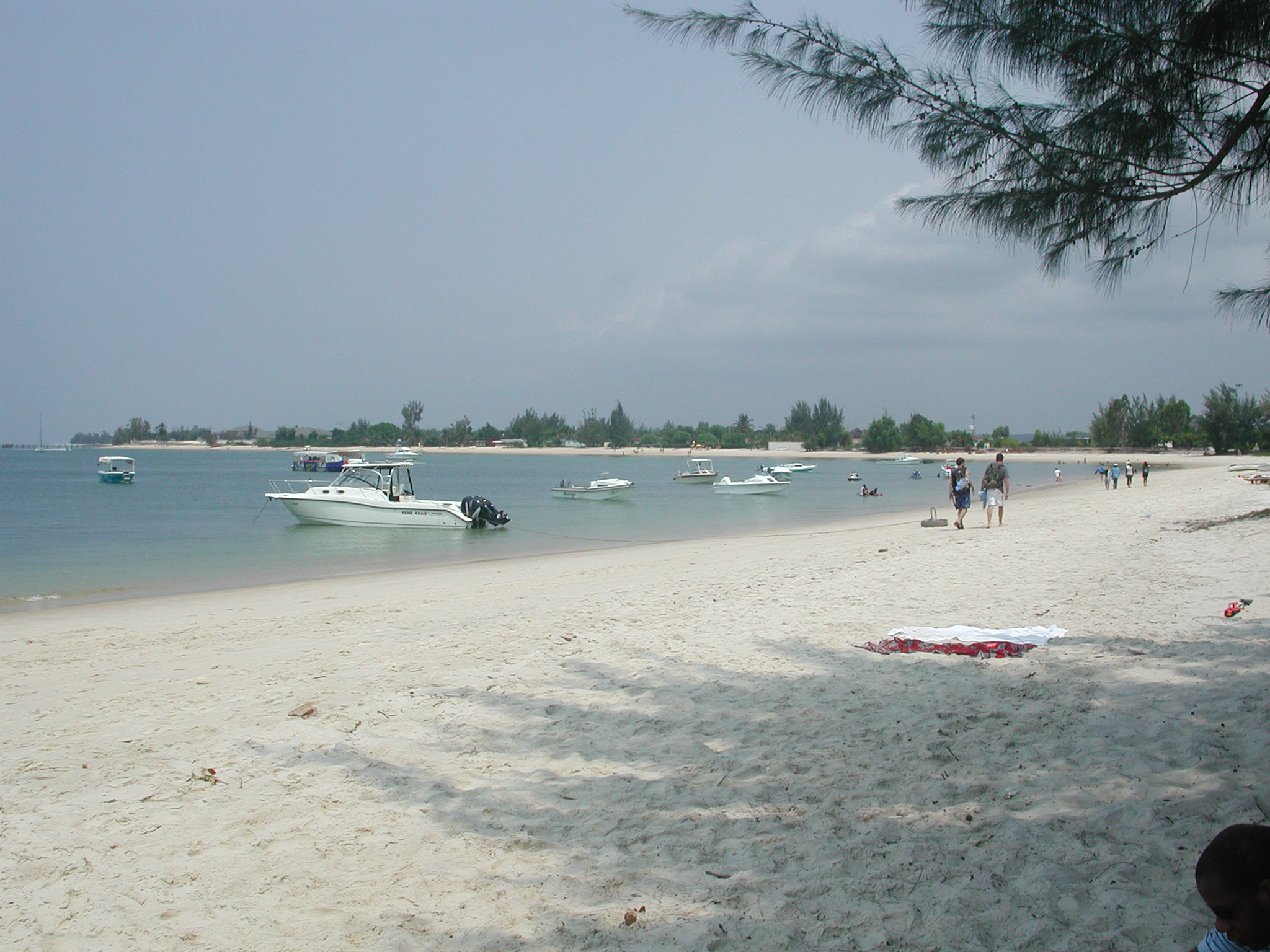
Pointe Denis
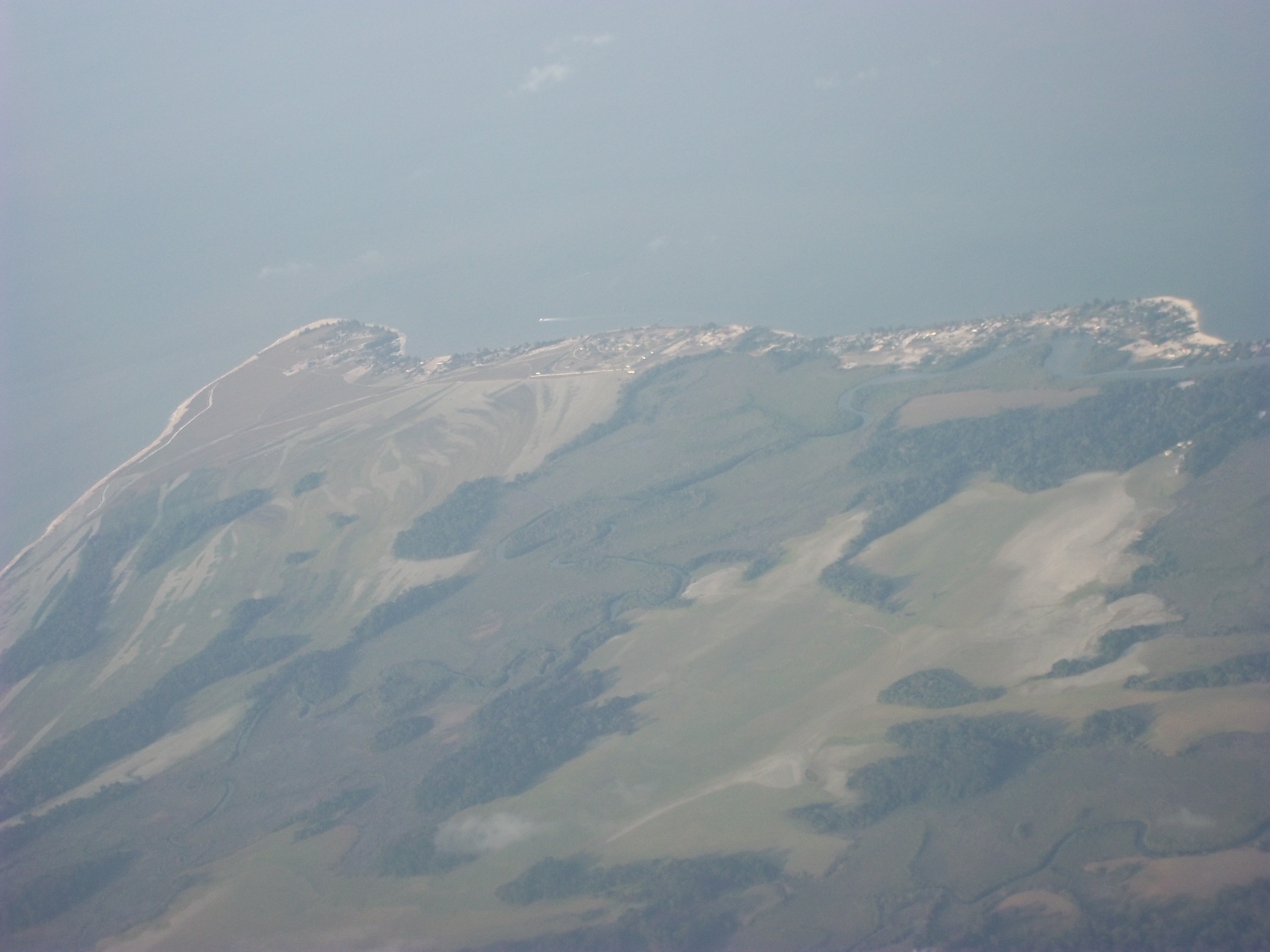
Point Denis desde el aire mostrando el desarrollo por el hombre.
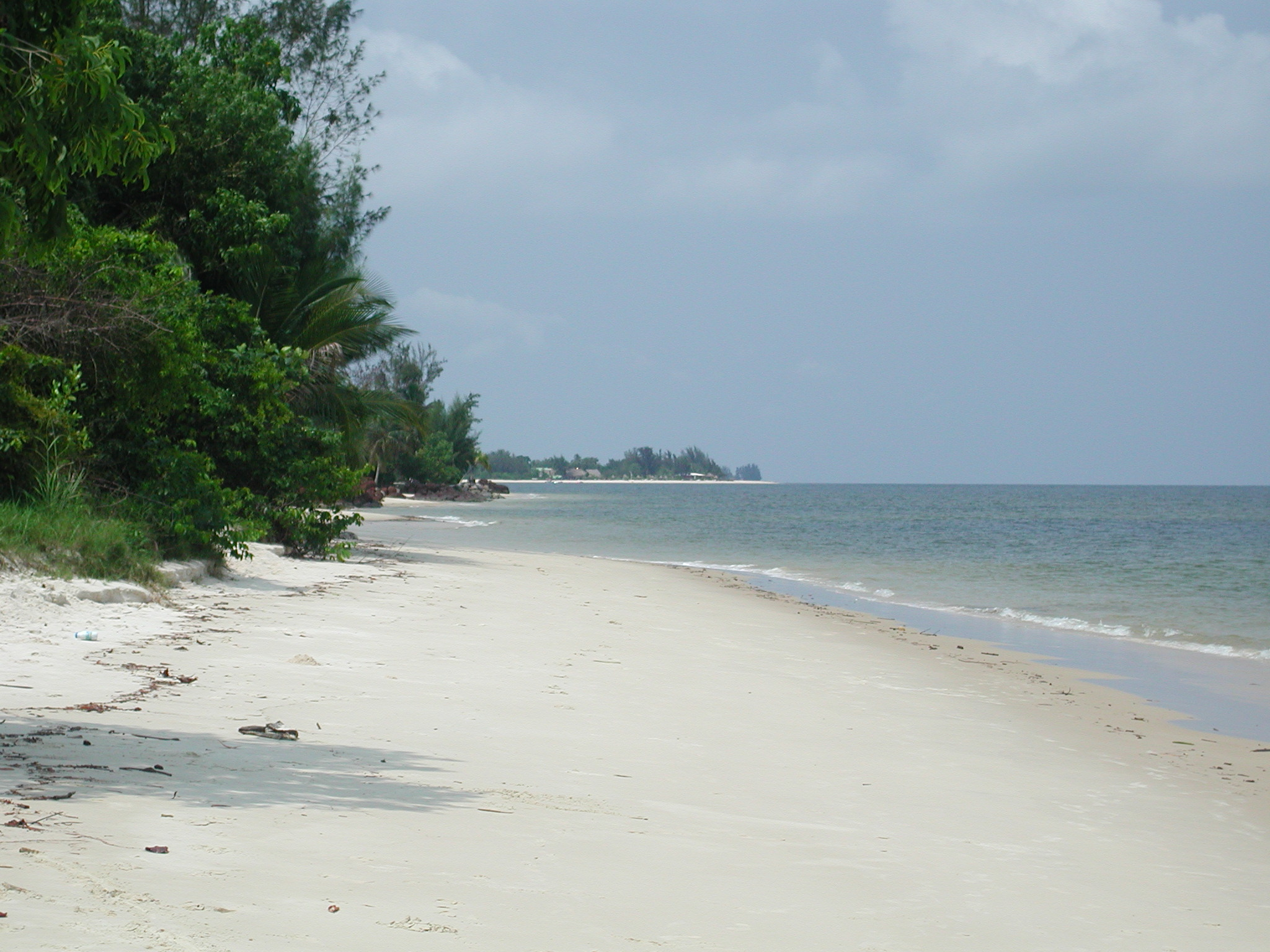
Pointe Denis, 2km al sur.
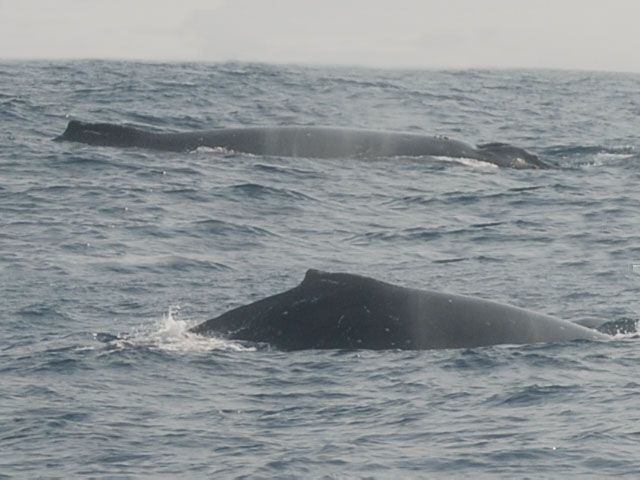
Una pareja de ballenas cerca de Pointe Denis.

- Datos: Q3178567
- Multimedia: Pointe Denis / Q3178567